# 투르크메니스탄의 역사
투르크메니스탄의 역사는 전통적으로 기원전 2000년경 인도유럽계 이란족이 도래하면서 시작되었다. 초기 부족들은 농업의 광범위한 채택을 막은 건조한 조건 때문에 유목민 또는 반유목민이었고, 중앙아시아의 스텝 문화는 인도유럽어족과 튀르크몽골어족을 포함한 모든 어족에 걸친 유라시아의 더 큰 일련의 말 문화의 연장선이었다. 초기 이란족들 중에는 마사게타이족, 스키티아/사카, 초기 소그디아나 등이 있었으며 이들은 화레즘의 전조로 보인다. 투르크메니스탄은 고대 메소포타미아, 엘람, 인더스 문명을 포함한 남쪽의 정착된 지역으로 몰려드는 부족들의 수많은 이주와 침략의 통과지였다.
현대 투르크메니스탄은 19세기 말 러시아 제국의 침공으로 크게 변화했다. 이후 1917년의 러시아 혁명은 궁극적으로 투르크메니스탄을 이슬람과 유목 부족 사회에서 소련 시대 동안 산업화되고 도시주의적인 레닌주의 사회주의 국가로 변화시켰다. 1991년 독립은 전 소련 공산당(CPSU) 지방 지부 소속이었던 사파르무라트 니야조프가 자신을 종신 대통령으로 선언하면서 이루어졌고, 투르크멘의 지도자라고도 알려진 투르크멘바시라는 칭호를 얻었고, 새롭게 독립한 투르크메니스탄을 그의 절대 통치하에 있는 전체주의 보수 독재 국가로 변화시켰다. 투르크메니스탄은 지금까지 다른 대부분의 옛 소련 공화국들과는 달리 민주화를 이루지 못했고, 니야조프는 2006년 12월 21일 사망할 때까지 이 나라를 통치했다. 그는 의미 있는 정치적 경쟁과 반대가 없는 선거에서 구르반굴리 베르디무하메도프에 의해 계승되었고, 베르디무하메도프는 니야조프의 퍼진 인격 숭배와 그 나라의 거의 완전한 국제 및 사회 경제적 고립을 포함하여 별난 것으로 여겨졌던 니야조프에 의한 많은 정책들을 뒤집었고, 몇 가지 경제 개혁을 통과시켰다. 그리고 비록 입법 기관에 대표되는 각 정당이 정권의 직접적인 감독 하에 있었지만, 다당제를 향한 제한적인 움직임을 보이고 있고, 정부에 대한 공개적인 반대는 여전히 광범위한 억압에 직면했다. 구르반굴리 베르디무하메도프는 이후 아들 세르다르 베르디무하메도프가 2022년 3월 정치직에서 물러난 뒤 사실상 정치적 왕조를 세웠다.

## 고대사
카스피해 동쪽의 초기 인류 거주지를 가리키는 유적은 거의 없으며, 네안데르탈인을 포함한 것으로 추정된다. 청동기 시대와 철기 시대는 오늘날의 마리(이전 메르브), 제이툰, 고누르 테페 근처에 있는 박트리아-마르기아나 문화(BMAC)로 학자들에게 알려진 사회와 관련된 발견들을 포함하여 이 지역의 선진 문명의 가능성을 뒷받침한다.
기원전 2000년까지 인도유럽인들은 이 지역 전역에 정착했다. 오늘날 투르크메니스탄의 대부분은 BMAC 관련 사회와 카스피해 동쪽에 위치한 다하에 부족 연합에 의해 점령되었다. BMAC와 다해 바로 북쪽에 있는 마사게타이족과 스키타이족도 있었다.

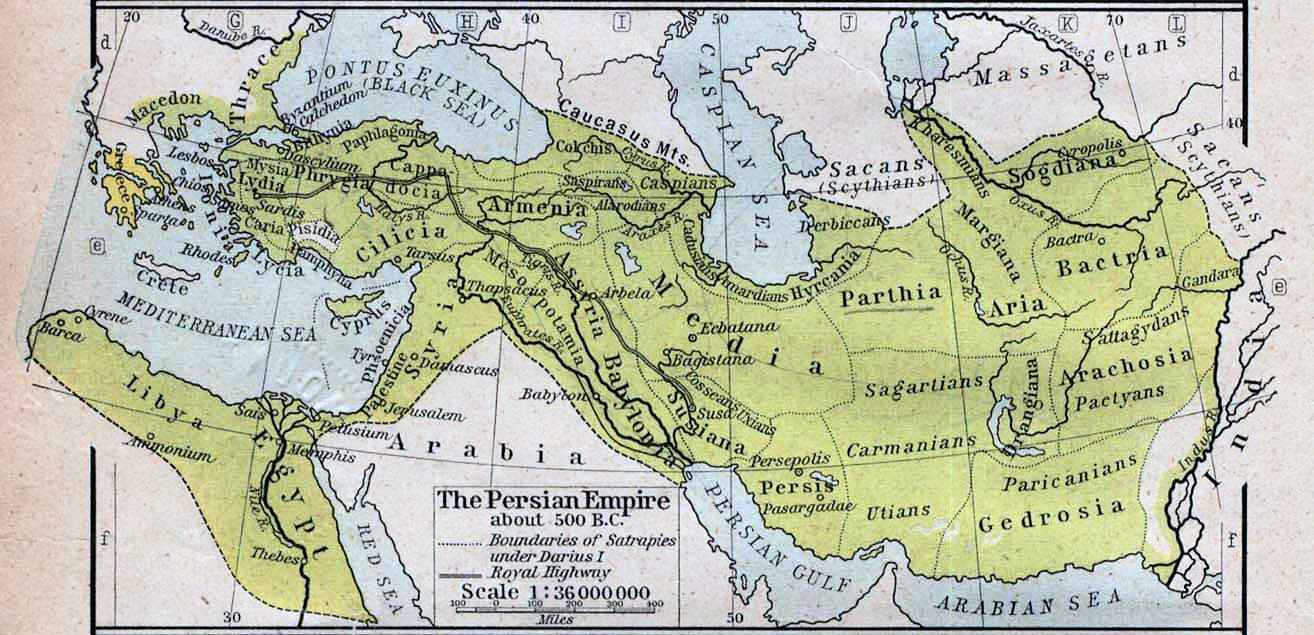
기원전 500년경 페르시아 제국

알렉산드로스 3세는 기원전 4세기에 남아시아로 가는 길에 그 영토를 정복했다. 기원전 330년 알렉산드로스는 중앙아시아로 진군하여 마르그하브강 근처에 알렉산드리아를 세웠다. 중요한 교역로에 위치한 알렉산드리아는 후에 메르브 시가 되었다. 알렉산드로스 3세의 고대 도시의 유적은 여전히 발견되고 광범위하게 연구되어 왔다. 알렉산드로스가 죽은 후 그의 제국은 빠르게 붕괴되었다. 파르티아의 사트라프가 독립을 선언하기 전에 셀레우코스 왕조의 지배를 받았다. 이란 북부에서 온 사나운 유목민 전사들인 파르티아인들은 오늘날 투르크메니스탄과 이란을 아우르는 파르티아 왕국을 세웠다. 파르티아 왕들은 아르사케스 1세(기원전 250년경~211년경 재위)가 세운 현재의 수도 아시가바트 근처에 위치한 니사로부터 그들의 영토를 다스렸고, 전해지는 바에 따르면, 니사의 요새가 왕가의 거주지이거나 묘지였다는 것은 확립되지 않았다.
니사의 발굴로 상당한 건물, 묘소와 사당, 많은 새겨진 문서들, 약탈당한 보물들이 발견되었다. 많은 헬레니즘 예술 작품들뿐만 아니라 많은 수의 상아 운, 이란 주제들로 장식된 바깥 테두리, 또는 고전 신화적인 장면들이 발견되었다.
기원후 4세기에서 7세기 초까지, 인구의 대부분은 이미 아무다리야강 주변의 비옥한 강 계곡 주변에 정착해 있었고, 메르브와 니사는 양잠의 중심지가 되었다. 당나라와 바그다드(현재의 이라크)를 연결하는 교통량이 많은 카라반 노선이 메르브를 통과했다. 따라서, 메르브 시는 모든 정복자에게 중요한 상이 되었다.

## 혁명 및 내전

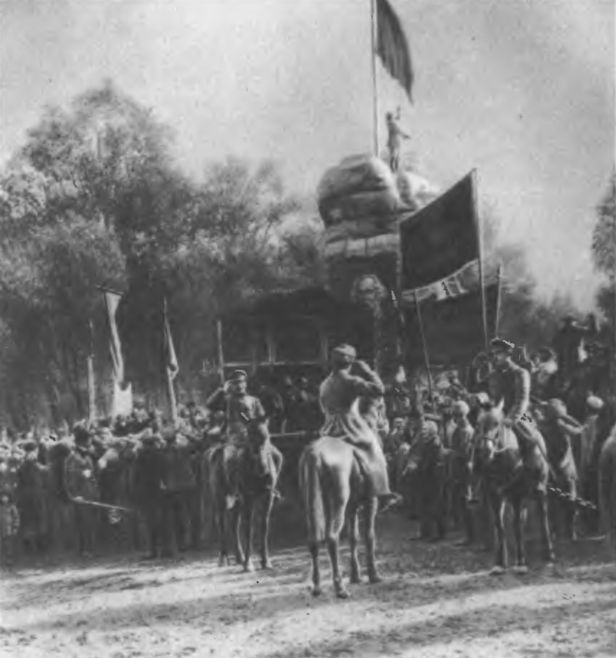
1917년 타슈켄트 붉은 깃발 게양

1917년 10월 혁명이 일어나자, 아시가바트는 반볼셰비키 반혁명분자들의 기지가 되었고, 곧 타슈켄트 소비에트 연방의 공격을 받았다. 1918년 여름, 공산당은 아시가바트를 장악하여 소비에트 연방을 형성하는데 성공하였다. 이에 대응하여, 주나이드 칸과 차르 정부에 충성하는 군대는 공산당을 몰아내기 위해 합류했다. 1919년 7월 이들 반공 동맹은 트란사스피아를 독립시켰다. 메셰드(페르시아)에서 온 윌프리드 말레손 장군이 이끄는 소규모 영국군은 1919년까지 아시가바트와 투르크메니스탄 남부 일부를 점령했다. 26명의 바쿠 위원회 위원들이 영국군이나 그들의 동맹군에 의해 사살되었다는 주장이 있다. 이 지역은 1922년부터 1923년까지 국경을 넘어 아프가니스탄과 이란으로 도망친 마지막 반정부 투르크멘인들로 볼셰비키 통치에 저항한 바스마치의 마지막 중심지 중 하나였다.

## 소비에트 연방
1924년 10월 27일 투르키스탄 ASSR은 해체되었다. 소비에트 연방과 투르크멘 소비에트 사회주의 공화국의 행정명령에 따라 소비에트 연방의 공화국 중 하나가 되었다. 이 시기에 투르크메니스탄의 현대 국경이 형성되었다. 투르크멘 정부는 지역 혁명가의 이름을 따서 아시가바트를 폴토라츠크로 개명했지만, 1927년에 아시가바트라는 이름이 다시 붙여졌다. 1925년 2월, 투르크메니스탄 공산당은 아슈하바트에서 첫 회의를 열었다. 1948년 10월 아시가바트 지진으로 인해 큰 피해를 입었지만, 이 시기부터 도시는 급속한 성장과 산업화를 경험했다. 지진으로 인한 사망자는 1만 명에서 11만 명으로 추산되었다. 다른 지역 소식통에 따르면, 176,000명의 인구 중 3분의 2가 사망했다.
1950년대에, 1,375 킬로미터 길이의 카라쿰 운하가 건설되었다. 아무다리야강을 배수하면서, 그것은 목화 생산을 위해 거대한 지역을 개방할 수 있게 했다. 또한 아랄해로 유입되는 물의 양을 크게 감소시켜 생태학적 재앙을 초래했다.
투르크메니스탄은 주로 농업 경제를 가진 가장 경제적으로 발전된 소비에트 공화국들 중 하나가 아니었다. 이것은 거대한 석유와 가스 자원의 탐사와 개발에도 불구하고, 1960년대에 62조 입방피트의 돌레타바드 가스전의 발견은 러시아와 중동 이외의 세계에서 가장 큰 가스전이 되었다.

## 독립 및 투르크멘바시
투르크메니스탄은 1991년 10월 27일 소비에트 연방이 해체되면서 독립하였다. 독립 당시 투르크메니스탄 공산당 당수였던 사파르무라트 니야조프가 무소속 선거에서 새로 독립한 투르크메니스탄의 대통령으로 선출되었다. 1991년 가을 제25차 투르크메니스탄 공산당 대회에서 당은 스스로 해산하기로 결정했고, 이 과정은 1992년까지 계속되었다. 1991년 12월 16일 투르크메니스탄의 대통령으로 선출된 사파르무라트 니야조프가 TDP 당원 자격을 공식적으로 부여하는 법령에 서명했다.
"투르크멘바시" 또는 "투르크멘의 지도자"라는 칭호를 가진 권위주의자인 니야조프는 전체주의적 인격 숭배를 발전시켰다는 비난을 받았다. 그의 작품인 《루흐나마》는 투르크메니스탄의 학교에서 의무적으로 읽게 되었고 달력은 그의 가족의 이름을 따서 개명되었다. 투르크메니스탄에서는 야당이 금지되어 있고 정부는 모든 정보원을 통제하고 있다. 1999년 12월 투르크메니스탄 헌법이 개정되어 니야조프가 종신 대통령으로 재임할 수 있게 되었다.
니야조프는 투르크메니스탄의 헌법상 중립의 주요 지지자였다. 이 정책에 따라 투르크메니스탄은 군사 동맹에 참여하지 않으며 유엔 감시군에 기여하지 않는다. 이것은 사실 세계 정치로부터 투르크메니스탄의 내부적인 고립을 의미한다.
2004년 말 니야조프는 캐나다 기업을 위한 석유 계약을 논의하기 위해 캐나다 전 총리 장 크레티앵을 만났다. 2005년 3월, 이 회의의 뉴스는 캐나다의 야당들 사이에 소란을 일으켰고, 그들은 그 사건이 크레티앵의 유산을 손상시킬 수 있다고 주장했다.
2005년, 니야조프는 그의 나라가 구소련 국가들의 느슨한 동맹인 독립국가연합과의 관계를 격하시킬 것이라고 발표했다. 게다가 그는 2010년까지 자유롭고 공정한 선거를 약속했는데, 이는 많은 서방 관측통들을 놀라게 했다.

### 니야조프의 죽음
니야조프는 2006년 11월에 심장병이 있다는 것을 인정했다. 2006년 12월 21일, 니야조프는 후계자를 남기지 않고 불명확한 후계자를 남기지 않고 갑작스럽게 사망했다. 니야조프의 사생아로 소문난 구르반굴리 베르디무하메도프 전 부총리가 대통령 권한대행이 됐다. 헌법상 인민평의회 의장 외베즈겔디 아타뉴가 그 자리를 계승했어야 했다. 아타뉴는 범죄로 기소되어 공직에서 해임되었다.

## 2006년 이후
2007년 2월 11일 선거에서 구르반굴리 베르디무하메도프는 89%의 득표율과 95%의 투표율로 대통령에 당선되었다.
그의 당선 이후, 베르디무하메도프는 외국의 고립을 줄이려는 움직임을 보였고 니야조프의 더 자기중심적이고 해로운 정책들 중 일부를 뒤집었다. 아시가바트에 무료 및 검열되지 않은 웹 접속을 제공하는 인터넷 카페가 개설되었고, 의무 교육이 9년에서 10년으로 연장되었고 스포츠와 외국어 수업이 교과 과정에 다시 도입되었으며, 정부는 예술을 위한 몇몇 전문 학교를 열 계획을 발표했다. 베르디무하메도프 대통령은 교육, 의료, 연금제도의 개혁을 요구했고, 니야조프에 의해 해고된 비투르크계 민족 정부 관료들은 업무에 복귀했다.
베르디무하메도프 대통령은 니야조프와 대통령 집무실을 둘러싼 인격 숭배를 줄이기 시작했다. 그는 이전에 대통령이 도착하자마자 환영했던 음악과 춤의 정교한 대회들을 중단할 것을 요구했고, 투르크메니스탄이나 대통령을 욕할 경우 연설자의 혀가 오그라들어야 한다는 일부인 투르크메니스탄의 "성스러운 맹세"는 하루에도 여러 번 낭송되어서는 안 되며, "성스러운 맹세"를 위해 유보되어야 한다고 말했다."특별한 경우" 이전에 그 선서는 TV 뉴스 보도의 시작과 끝, 학교 수업의 시작과 거의 모든 공식적인 모임의 시작에서 낭송되었다.
그러나 베르디무하메도프는 자신의 인격 숭배(선대에 비해 겸손하지만)를 구축했다는 비판을 받고 있다. 예를 들어, 그는 정부 보도 자료에서 이름이 사용되는 유일한 사람이고, 다른 공무원들은 항상 그들의 이름을 한 글자로 줄여서 쓴다. 그는 또한 때때로 그의 나라 언론에 의해 "투르크멘 지도자"라고 불린다. 게다가, 그의 정권은 니야조프 정권보다 다소 덜 강압적이지만, 여전히 엄격하고 권위주의적이다.
2007년 3월 19일, 베르디무하메도프는 니야조프의 가장 인기 없는 법령 중 하나를 뒤집고, 불특정 예산 위기에 직면하여 니야조프가 연금을 삭감했던 10만 명의 노인들에게 연금을 돌려주었다.
3월 20일, 그는 니야조프의 인격 숭배에 대한 지속적인 거부에서 상징적 중요성을 지닌 결정으로, 모든 랜드마크, 기관, 도시의 이름을 바꿀 수 있는 대통령의 권한을 폐지했다.
2007년 3월 31일, 제20차 인민평의회 의회가 메리 시에서 시작되었다. 농업 효율성에 관한 새로운 법이 통과되었고, 학교 교사의 임금이 곧 40% 인상될 것이라는 판결이 내려졌다.
5월 12일, 러시아와 투르크메니스탄은 투르크메니스탄에서 카자흐스탄을 경유하여 러시아로 가는 새로운 천연가스 파이프라인을 건설하기로 합의했다고 발표했다. 이 때문에 유럽 연합(EU)이 투르크멘 가스를 시장보다 낮은 가격에 사들이는 러시아에 대한 에너지 의존도가 높아져 결과적으로 동유럽에서 러시아의 정치적 영향력이 커질 수 있다는 관측이 나오고 있다.
5월 16일, 베르디무하메도프는 당시 그의 가장 대담한 행동 중 하나로 묘사된 것으로, 니야조프 대통령의 광범위한 인격 숭배를 구축하고 유지하는 데 중요한 역할을 했던 고위 보안 관리를 해고했다. 투르크멘 관영 언론들에 따르면 대통령령으로 대통령 경호실장인 아크미라트 레제포는 해임되고 '다른 직업'으로 전근됐다. 이 작업의 특성을 지정하지 않았다.
6월 14일, 베르디무하메도프는 전임자에 의해 폐쇄되었던 투르크멘 과학 아카데미를 다시 열었다. 보도에 따르면, 6월 25일, 베르디무하메도프는 또한 전 투르크메니스탄 바시의 개인 기금인 사파르무라트 니야조프의 국제 기금의 폐쇄를 명령했고, 군대에서 일련의 개혁을 시작할 의사를 밝혔다.
베르디무하메도프는 2007년 6월 29일에 50번째 생일을 맞이했다. 그는 "뛰어난 업적"을 인정받아 와탄 훈장(조국 훈장)을 받았다. 대통령은 또한 그의 전기를 출판하고 생일 축하 행사를 열었다. 정부는 또한 대통령의 초상화로 장식된 400개의 금화와 은화를 발행했다.
2008년, 베르디무하메도프는 라틴어로 된 달의 이름과 전통적인 페르시아와 튀르크의 요일 이름을 복원하고(니야조프는 자신과 어머니의 이름을 따서 개명했다), 악명 높은 금빛 회전하는 니야조프 동상을 아시가바트의 중앙 광장에서 옮길 계획을 발표했다. 그러나 그는 서구식 민주주의로 나아가지 않았다.
2008년 9월, 새로운 헌법이 인민위원회에 의해 승인되었다. 새 헌법에 따른 의회 선거는 2008년 12월 14일에 실시되었다.
2008년 12월, 베르디무하메도프는 니야조프 전 대통령에 대한 반복적인 언급을 제거하는 것을 포함한 국가 변경을 발표했다. 새 버전은 니야조프 사망 2주년이 되는 12월 21일에 발효될 예정이었다.
2017년 2월, 구르반굴리 베르디무하메도프 대통령은 공식 선거 결과에 따라 97.69%의 득표율로 3선에 성공했다. 그는 권위주의적인 스트롱맨으로 계속 통치했다.
2022년 3월 19일, 세르다르 베르디무하메도프는 아버지의 뒤를 이어 투르크메니스탄의 새 대통령으로 취임했다. 그는 3월 12일 대통령 선거의 승자로 선언되었다.

## 같이 보기
- 소련의 붕괴
- 아시아의 역사
- 중앙아시아의 역사
- 소련의 역사
- 메르브
- 투르크메니스탄의 대통령
- 루흐나마
- 소비에트 중앙아시아
- 튀르크족의 이주